# ويست أورنج
ويست أورنج، هي مدينة تقع في ولاية نيوجرسي شمال شرقي الولايات المتحدة.

## أعلام
- ماري إلين أفيري
- لورا سان جياكومو
- إدوارد كيربي
- ثيودور إديسون
- توماس إديسون
- ماثيو ليبمان
- مايكل بيت
- ليو فيتزباتريك
- جوان كولفيلد
- براندان بيرن